# Hôtel d'Angleterre (Blois)
Pour les articles homonymes, voir Hotel d'Angleterre.
Ayant existé du XVIIIe au XXe siècle, l'hôtel d'Angleterre était le premier hôtel au sens moderne de la ville de Blois, en France métropolitaine.
L'édifice a été détruit par les bombardements allemands sur Blois au début de la Seconde Guerre mondiale, en 1940.

## Histoire

### Le Grand Hôtel du bout du pont
Selon les historiens locaux Bergevin et Dupré, l'hôtel a ouvert la même année qu'a été percée la rue du Pont, au début du XVIIIe siècle.
Alors unique hôtel de la ville au milieu de petites auberges, l'hôtel d'Angleterre s'est rapidement construit une réputation d'« établissement de premier ordre », avec une clientèle distinguée. Au XIXe siècle, des guides touristiques font l'éloge de sa cuisine et de ses vins proposés, de son service de location de voitures vers les châteaux de la région, en plus de sa localisation privilégiée en bord de Loire,.
Lors de la guerre franco-prussienne de 1870, l'hôtel accueille le 1er novembre un conseil de guerre pour l'armée de la Loire, alors dirigée par le général Louis d'Aurelle de Paladines.
En 1871, le comte de Chambord Henri d'Artois séjourne à l'hôtel, dans la nuit du 2 au 3 juillet. Il s'agit là de son premier voyage en France depuis 1830, alors que l'héritier de la Couronne espère une éventuelle troisième restauration monarchique après la chute du Second Empire. Le prétendant légitimiste au trône s'éteindra finalement avant la fin de la IIIe République.
À la suite du percement de la rue du Prince Impérial, l'hôtel est entièrement rénové dans les années 1880,[source insuffisante].

### L'hôtel en temps de guerre
Au début de la guerre civile espagnole, en septembre 1936, des enfants madrilènes trouvent réfuge à Blois ; une partie d'entre eux se voit affecter un hébergement d'urgence au sein de l'hôtel d'Angleterre.
Trois ans plus tard, au début de la Seconde Guerre mondiale, en septembre 1939, l'armée décide de réquisitionner le collège Augustin-Thierry pour en faire un hôpital. L'hôtel d'Angleterre devient alors le lieu des classes pour les élèves de quatrième et de troisième.
Le 18 juin 1940, l'édifice est détruit lors des bombardements visant le pont et l'hôtel de ville, au début de l'invasion allemande lors de la Seconde Guerre mondiale. Il ne fut pas intégré dans le plan de reconstruction du centre-ville, avec une place en demi-cercle comme actuelle tête de pont telle que dessinée par le maire Henri Drussy pendant l'Occupation.

## Localisation
Bien que le nom de l'hôtel rappelle la rue d'Angleterre, une des plus anciennes rues de Blois située dans le Haut-Bourg, l'hôtel d'Angleterre se trouvait dans le quartier du Puits-Châtel, près du pont Jacques-Gabriel, à l'angle de l'actuelle rue Denis-Papin et du quai du Maréchal de Lattre de Tassigny.
L'hôtel était voisin de l'ancien hôtel de ville de Blois, également détruit en 1940.